# Hindlip
Hindlip lub Hinlip – wieś i civil parish w Anglii, w Worcestershire, w dystrykcie Wychavon. W 2011 civil parish liczyła 180 mieszkańców. Hindlip jest wspomniana w Domesday Book (1086) jako Hindelep.